# Warner Park Stadium
Het Warner Park Stadium is gevestigd in Basseterre, Saint Kitts en Nevis. In het stadion kunnen 8.000 toeschouwers, maar voor het Wereldkampioenschap cricket 2007 werd de capaciteit van het stadion tijdelijk vergroot tot 10.000 toeschouwers. Nederland heeft op dit wereldkampioenschap al zijn wedstrijden in dit stadion gespeeld. Het bouwen van het stadion is grotendeels gefinancierd door Taiwan. In totaal heeft het land er 2,74 miljoen Amerikaanse dollar voor betaald.